# Daïra d'El Ouata
La daïra d'El Ouata est une daïra d'Algérie située dans la wilaya de Béchar et dont le chef-lieu est la ville éponyme d'El Ouata.

## Communes de la daïra
La daïra d'El Ouata ne comprend qu'une seule commune : El Ouata.
La population totale de la daïra est de 7 702 habitants pour une superficie de 7 950 km2.